# Gözdeğmez, Özalp
Gözdeğmez là một xã thuộc thành phố Özalp, tỉnh Van, Thổ Nhĩ Kỳ. Dân số thời điểm năm 2011 là 685 người.